# Нібо (Іллінойс)
Нібо (англ. Nebo) — селище (англ. village) в США, в окрузі Пайк штату Іллінойс. Населення — 282 особи (2020).

## Географія
Нібо розташоване за координатами 39°26′31″ пн. ш. 90°47′17″ зх. д. / 39.44194° пн. ш. 90.78806° зх. д. (39.442062, -90.788169).  За даними Бюро перепису населення США в 2010 році селище мало площу 1,14 км², з яких 1,12 км² — суходіл та 0,02 км² — водойми.

## Демографія
Згідно з переписом 2010 року, у селищі мешкало 340 осіб у 145 домогосподарствах у складі 88 родин. Густота населення становила 298 осіб/км².  Було 160 помешкань (140/км²).
Расовий склад населення:
| - 98,8 % — білих - 0,3 % — корінних американців |

До двох чи більше рас належало 0,9 %. Частка іспаномовних становила 0,9 % від усіх жителів.
За віковим діапазоном населення розподілялося таким чином: 23,8 % — особи молодші 18 років, 62,7 % — особи у віці 18—64 років, 13,5 % — особи у віці 65 років та старші. Медіана віку мешканця становила 38,4 року. На 100 осіб жіночої статі у селищі припадало 109,9 чоловіків;  на 100 жінок у віці від 18 років та старших — 107,2 чоловіків також старших 18 років.
Середній дохід на одне домашнє господарство  становив 31 518 доларів США (медіана — 30 192), а середній дохід на одну сім'ю — 38 630 доларів (медіана — 32 386). Медіана доходів становила 32 500 доларів для чоловіків та 17 321 долар для жінок. За межею бідності перебувало 35,5 % осіб, у тому числі 53,3 % дітей у віці до 18 років та 39,6 % осіб у віці 65 років та старших.
Цивільне працевлаштоване населення становило 113 особи. Основні галузі зайнятості: науковці, спеціалісти, менеджери — 15,9 %, будівництво — 15,0 %, освіта, охорона здоров'я та соціальна допомога — 13,3 %.